# Prometryn
Prometryn ist eine chemische Verbindung aus der Gruppe der Triazine und das Methylthio-Analogon von Propazin.

## Gewinnung und Darstellung
Prometryn kann durch Reaktion von Propazin mit Natriummethylthiolat oder Methylmercaptan in Gegenwart von Natriumhydroxid hergestellt werden.

## Eigenschaften
Prometryn ist ein brennbarer farb- und geruchloser Feststoff, der unlöslich in Wasser ist. Er ist stabil gegen Hydrolyse bei 20 °C in neutralen und schwach sauren oder schwach alkalischen Medien, hydrolysiert jedoch mit warmen Säuren und Laugen und zersetzt sich bei Einwirkung von UV-Licht.

## Verwendung
Prometryn wird als Pflanzenschutzmittel verwendet. Es wurde in den Vereinigten Staaten im Jahr 1964 als Herbizid zur Bekämpfung von Unkräutern im Anbau von Baumwolle, Sellerie, Straucherbsen und Dill zugelassen. Die Wirkung beruht auf der Hemmung der Photosynthese im Photosystem II.

## Zulassung
Prometryn ist nicht in der Liste der in der Europäischen Union zugelassenen Pflanzenschutzwirkstoffe enthalten.
In Deutschland, Österreich und der Schweiz sind keine Pflanzenschutzmittel mit diesem Wirkstoff zugelassen. Trotzdem hat Syngenta im Jahr 2019 rund sechs Tonnen Gesagard, ein Herbizid auf der Basis von Prometryn, nach Georgien exportiert.